# ميرزا عدالة بيك
ميرزا عدالة بيك (1780 - 9 أيلول 1848) كان مؤرخًا أذربيجانيًا في القرن التاسع عشر، ومؤلف كتاب " قره باغنامه" .  درس في المكتب في شوشة . منذ بداية القرن التاسع عشر، كان في الخدمة الحكومية والعسكرية والإدارية في روسيا . كان قائدًا للجيش الإمبراطوري الروسي .

## حياته المهنية
في عام 1795، مع اقتراب قوات محمد خان قاجار من كاراباخ، غادر ميرزا عدالة بك كاراباخ واستقر في كارتلي كاخيتي (شرق جورجيا) مع عائلته والإيلات (البدو) الذين اعتمدوا عليهم وعاشوا على ما يبدو في محل إيرميدوردسكي (الرابع والعشرون) الواقع بالقرب من نهر أراس .
بعد ضم كارتلي كاخيتي إلى روسيا في عام 1801، قَبِل الوزير كوفالنسكي ميرزا عدالة بك، في الخدمة لإجراء الشؤون السرية عن طريق المراسلات في تبليسي . خدم عدالة بك في كوفالينسكي سرًّا. وحصل على راتب مقابل الخدمة. ومن الواضح أنه شغل المنصب في أواخر عام 1799 وطوال عام 1800. منذ ذلك الوقت ربط ميرزا عدالة بك مصيره بالإدارة الروسية والقوات الروسية في جنوب القوقاز لفترة طويلة.
خلال الحرب الروسية التركية 1806-1812 ، شغل منصب كاتب مترجم لدى اللواء دمتري لفشنتش [الإنجليزية] . وكتب في سيرته الذاتية:
| حتى السنة الحادية عشرة كنت سكرتيرًا لديه. وفي تلك السنة حصلت على رتبة ملازم ثان. وأخيرًا، في السنة السادسة عشرة، أُرسلت إلى اللواء مهدي غولو خان - المالك السابق لقره باغ بأمر من الحاكم العام أبي ييرمولوف. |

في عام 1816، أرسَل أبيرمولوف ميرزا عدالة بك إلى خان مهدي غولو ليصبح مقيمًا في قره باغ. حدث هذا في عام 1816، قبل مغادرة أ. ي. إرمولوف إلى طهران سفيرًا لبلاده. منحه مهدي غولو خان من أراضي قره باغ التي كانت تابعة لعائلته، وأيضا الكثير من المناطق المأهولة بالسكان وعينه نائبا لمحل إيرميدوردسكي. كان في خدمة حماية حدود قره باغ لمدة ثلاث سنوات، من عام 1823 إلى عام 1826، بأمر من الجنرال يرمولوف. أظهر الأمير ماداتوف [الإنجليزية] منصب ميرزا عديجوزال بك في جدول المراكز الحدودية. الوثيقة تقول:
| على المنحدرات النهائية لجبل موروف، بالقرب من نبع بازيرجان، على مسافة 15 فيرست... كان ملازمًا ثانيًا في نائب محل، تحت قيادة الحرس المدني في قرية زود المدمرة... كان هناك 40 شخصًا تحت قيادة ميرزا عدالة بك، ومع ذلك، كان لدى سوتنيك ناسليديشيف 15 شخصًا فقط (قوزاق) تحت قيادته... ووفقًا لهذا الجدول الزمني، كان هناك خطان من المواقع: الجناح القانوني بقيادة الكابتن تشيرنوجلازوف من قرية زود المدمرة إلى المياه الدافئة، ودليل السكان بقيادة ملازمه الثاني ميرزا عدالة بك. |

## المشاركة في الحرب الروسية الفارسية 1826-1828
بدأت الحرب الروسية الفارسية (1826-1828) بعد أن احتل الروس أجزاء من خانية يريفان الإيرانية، في انتهاك لمعاهدة جولستان،   ورد الإيرانيون بإرسال قوات. تحركت القوات الإيرانية إلى شوراغل وبامباك، وكذلك إلى خانية تانيش [الإنجليزية] وقره باغ. المراكز الحدودية، التي لم تكن لديها القوة الكافية، اضطرت إلى التراجع القتالي إلى الداخل البعيد. قَطْع ميرزا عدالة بك والوحدات التابعة له الاتصال عن شوشا وتبليس كان نتيجةً لغزو سابق للقوات الإيرانية للموقع القريب من نبع بازيركان الذي كان يقع بالقرب من الحدود ذاتها.
أصبحت الظروف معقدة عندما أصبحت مجموعات معينة من السكان المحليين، تعتمد على تلك الطبقة التي كانت وثيقة الصلة بسلطة الخان في عهد الخانات، منشقة وأغرت جزءًا من البدو أثناء غزو قوات العدو. بعد تصفية إدارة الخان، حاولت هذه الأعداد الضئيلة من طبقات اليوزباشي، والمافس، والكتخدا، وبعض أجزاء البكوات ، الذين فقدوا مواقعهم المفضلة السابقة ومصادر الرفاهية المادية، العودة إلى القواعد القديمة. وكانوا يتوقعون أن تعيد القوات الإيرانية هيكلة الحكم السابقة وتعيد لهم الرعاية الاجتماعية المفقودة. وكانوا يعرفون أن مهدي كولو خان كاراباخ كان من بين قوات عباس ميرزا - وصي العرش الإيراني.
بعد ذلك قرر ميرزا عدالة بك الظهور في عرض الأمير الملكي. أٌرسِل ميرزا عدالة بك إلى تبريز أسيرًا.
بعد هزيمة القوات الإيرانية بقيادة شمكير وفي المعركة العامة في كنجة، بدأ عباس ميرزا التحضير لمحادثات السلام. ولتحقيق هذه الغاية، أطلق الأمير في بداية عام 1827 سراح ميرزا عدالة بك وأعاده إلى شوشا. في نفس العام، عبر ميرزا عدالة بك إلى الجبهة الداخلية للعدو تحت قيادة الأمير إيفان أبخازوف ، والتقى خارج نهر أراس بخان مهدي غولو وأقنعه بالعبور إلى روسيا. وقد أشاد الجنرال إيفان ميليكوف [الإنجليزية] بخدماته في تنفيذ الأمر المتعلق بجذب مهدي غولو إلى الجانب الروسي، ومُنح ميرزا عدالة بك جائزة. وكتب عن ذلك في أحد تقاريره:
| يشرفني أن أقدم لهم الجائزة المعتمدة من القيادة، الذين أنجزوا بكفاءة وشجاعة المهمة الموكلة إليهم في أراضي العدو: ملازم ثان قره باغ. إلى ميرزا عدالة بك والأمير إيفان ميليكوف الذي كان في عهد العقيد الأمير أبخازوف - إلى رتبة ملازم ثان ودفع راتب الأول ... إلى الأول، بسبب ولائه لنا على الرغم من إزعاج إخوانه المؤمنين أثناء وجوده في تفليس وتحمله بثبات الأسر والتعذيب في تبريز. |

ويبدو أن ميرزا عجالة بك لم يشارك بشكل نشط في مجرى الحرب اللاحقة.

## السنوات اللاحقة
في أواخر عام 1829 وأوائل عام 1830، تقاعد ميرزا عدالة بك بعد أن خدم لمدة 30 عامًا. في ثلاثينيات القرن التاسع عشر، عمل في المحكمة الإقليمية في قره باغ، مما أتاح له فرصة التعرف على الظروف التاريخية الراسخة وطبيعة النشاط الاقتصادي للسكان في أجزاء مختلفة من المقاطعة وتقاليد هذا المكان.
إن الاحترام العميق للشخصيات البارزة في الماضي دفع ميرزا عدالة بك إلى بناء ضريح جديد على قبر نظامي الكنجوي ، بدلًا من الضريح القديم الذي دُمِّر بالفعل. كتب ميرزا عدالة بك عمله " قره باغنامه " في سن متقدمة (حوالي 65 عامًا).
توفي ميرزا عدالة بك في 9 سبتمبر 1848، ودُفن في مقبرة قرية رحيمي غورنبي [الإنجليزية] ، التي تقع على بعد غير بعيد عن جورانبوي . وقد أقيم على قبره ضريح له ولعائلته [الإنجليزية] . وقد أُخذ تاريخ الوفاة من شاهد قبره. كان أصغر غاني غورني [الإنجليزية] حفيده.